# Mojave (volk)

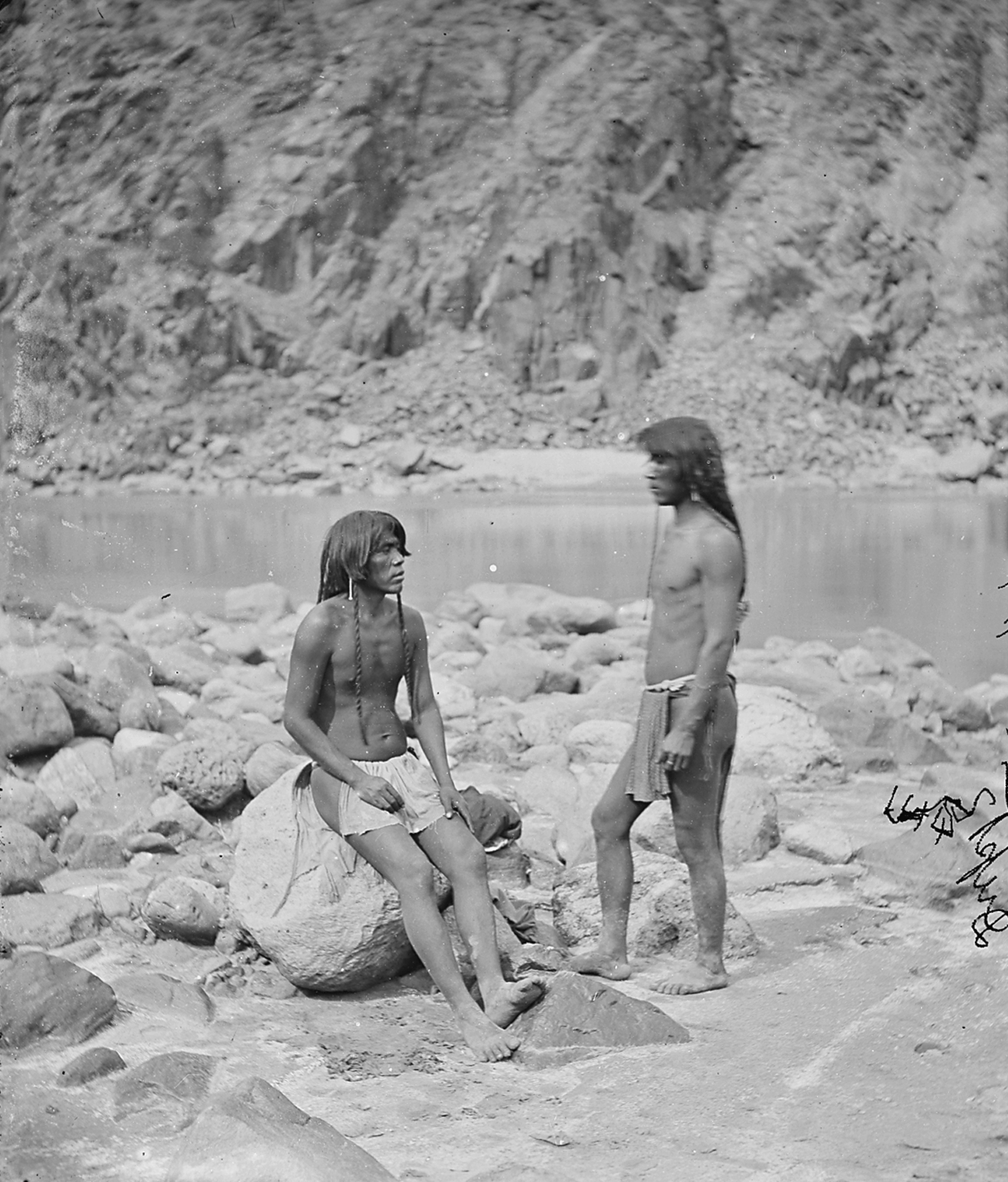
Twee Mojaafse mannen in linnenkleding, in het westen van Arizona.Timothy H. O'Sullivan, 1871

Mohave of Mojave (Mojave: 'Aha Makhav) zijn oorspronkelijke bewoners van de Mojave-woestijn in de Verenigde Staten. Deze woestijn en daarmee het voormalig leefgebied van de Mojave beslaat delen van de staten Californië, Arizona en Nevada, rond de Colorado. Het huidige reservaat ligt gedeeltelijk in Californië en verder in Arizona. Het wordt met andere stammen gedeeld, waaronder de Chemehuevi, de Hopi en de Navajo.
Het hoofdkwartier van de stam, waar ook een bibliotheek en een museum te vinden zijn, bevindt zich in Parker, Arizona.

## Geschiedenis
Veel van de geschiedenis van de Mojave die van generatie op generatie mondeling werd doorgegeven bleef ongeschreven.

### Na de strijd
In het midden van april 1859 trokken troepen van de United States Army, onder leiding van Luitenant Kolonel William Hoffman, stroomopwaarts van de Colorado het huidige Mjave County in, om een militaire post op te zetten. Het doel van deze post was om reizigers die van oost naar west trokken te beschermen tegen aanvallen van de Mojaves. Rond die tijd waren er namelijk al meerdere immigranten begonnen om land in te nemen, wat vaak gebeurde op vijandelijke wijze. De Mojaves probeerden dit te verhinderen. Hoffman stuurde boodschappers naar de diverse stammen om aan te geven dat de post op vijandelijke wijze gevestigd zou worden als zij, of hun bondgenoten, niet zouden meewerken. Deze militaire intimidatie met goed uitgeruste troepen en het opzetten van een expeditie-post leidde tot het afzien van gewapende weerstand door de Mojaves. De post zou later Fort-Mojave gaan heten.
Hoffman gaf de Mojaves direct de opdracht om zich te verzamelen aan de versterkte verschansing bij zijn hoofdkwartier. Twee dagen later, op 23 april 1859, kwamen de stamhoofden bijeen zoals bevolen om het vredesvoorstel van Hoffman aan te horen. Hij liet hen de keuze maken tussen ondergeschiktheid of uitroeiing. Ze kozen voor de vrede.
Op dat moment hadden de Mojaves een eeuwenoude cultuur, onaangetast door de enkele blanke passanten die zich op hun grondgebied vertoond hadden. Er bestonden op dat moment een 22 stammen, met een gezamenlijke grootte van ongeveer 4000 personen.

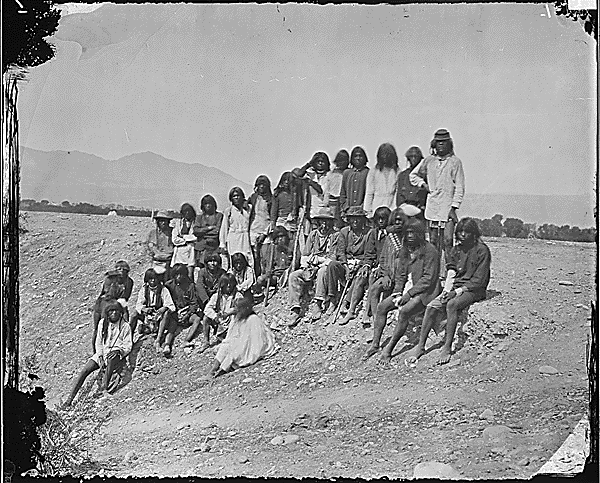
Een groep Mojaves, gefotografeerd door O'Sullivan in 1871.

Tijdens grote delen van de militaire bezetting, vielen de 'Fort'-Mojaves zich onder de werking van het Department of the Interior (Ministerie van Binnenlandse Zaken). Formeel waren zij toegewezen aan het Colorado River-reservaat nadat dit werd opgericht in 1865. Zij weigerden echter om hun voorouderlijke huizen in de Mojave-vallei te verlaten. Het Ministerie van Defensie weigerde of beschikte niet over de mogelijkheden om gedurende die tijd te handhaven dat de Mojaves binnen dit territorium zouden blijven; hierdoor waren zij lange tijd enigszins vrij om hun oude gebruiken te blijven hanteren, zolang dit op vredige wijze gebeurde.
Deze situatie eindigde in 1890, toen in het midden van de zomer de post Fort-Mojave werd overgedragen aan het Ministerie van Binnenlandse zaken.
Vanaf dit moment dwong het ministerie de kinderen van de Mojaves naar op het reservaat opgerichte scholen te gaan om Engels te leren spreken, lezen en schrijven. Hiermee werd Fort-Mojave min of meer een kost-school. Tot aan 1931 moesten alle kinderen tussen zes en achttien jaar deze school aandoen, dan wel naar een andere school van gelijke leest gaan.
Dit was min of meer de periode waarin indianen werd afgeleerd om indiaan te zijn, de banden met de stam te verbreken, afstand te doen van geloof, gebruiken en de eigen taal. Tevens was dit de tijd waarin velen een Engelse naam toegewezen kregen door de schoolhoofden van de reservaatsscholen. De namen werden geregistreerd door Ministerie van Binnenlandse zaken als zijnde leden van twee stammen. Dit diende om vast te stellen van welk stuk land de personen oorspronkelijk kwamen. Die stammen kwamen overigens niet overeen met de daadwerkelijke historische stammen.
Tegen het jaar 1965 waren er naar schatting nog ongeveer 1000 Mojaves over, verdeeld over 18 stammen.

## Voorouderlijk land/ moederland
Voordat zij zich overgaven aan het leger van de Verenigde Staten, strekte hun leefgebied zich uit van waar nu de Hoover-dam in het noorden is tot de Parker-dam in Mojave (stad).

## Geloof
De Mojaven geloofden in een schepper, Mutavilya, die hun namen en hun geboden aan hen zou hebben gegeven. Daarnaast geloofden zij in zijn zoon, Mastamho, die hun de rivier heeft gegeven en hun heeft geleerd hoe zij gewassen konden kweken.

## Taal
De taal van de Mojaven behoort tot de River Yuman-tak van de Yuman-Cochimi-taalfamilie. Het bestaat uit ongeveer 10 talen en diverse dialecten. De taal wordt gesproken in het gebied dat grofweg delen van Californië (VS en Mexicaans) en Arizona omvat.